# Akciabr (rejon soligorski)
Akciabr (biał. Акцябр; biał. (tar.) Акцябар; ros. Октябрь; hist. Starczyce, Starzyce) – agromiasteczko na Białorusi, w rejonie soligorskim obwodu mińskiego, około 20 km na północny zachód od Soligorska. Siedziba sielsowietu.

## Historia

### Nazwa
Historyczna nazwa wsi to Starczyce. Po wojnie polsko-bolszewickiej tereny te przypadły ZSRR. 27 lutego 1937 roku zmieniono nazwę wsi na Akciabr (co po białorusku znaczy październik, na cześć rewolucji październikowej). Tak do dziś brzmi oficjalna nazwa miejscowości, choć coraz częściej obserwuje się użycie nazwy historycznej (biał. Старчыцы).

### Własność (i historia klucza starczyckiego)
Dobra te należały do klucza starczyckiego położonego między Słuckiem a Starobinem, który już w XVI wieku był własnością kniaziów Olelkowiczów. Po śmierci w 1612 roku ostatniej z rodu, Zofii, żony Janusza Radziwiłła (1579–1620), kasztelana wileńskiego, stały się częścią fortuny Radziwiłłów. Na przełomie XVIII i XIX wieku należały do ks. Dominika Radziwiłła (1786–1813). Własność majątku po śmierci Dominika przedstawiana jest dwojako:
- odziedziczyła go jego córka Stefania Radziwiłł (1809–1832), która wyszła za mąż (w 1828 roku) za Ludwika Sayn-Wittgensteina (1799–1866). W 1825 roku, na mocy układu, dobra te nabył Hektor Andrzej Prószyński herbu Lubicz (1785–1866), pułkownik, generał major wojsk rosyjskich, zaufany reprezentant Hotelu Lambert na Mińszczyźnie. Ożenił się on w 1819 roku z Julią Radziwiłłówną (ur. w 1792 roku), córką ks. Dominika III (z linii berdyczowskiej). Po śmierci Hektora klucz starczycki został podzielony między jego synów i uległ rozdrobnieniu[2]
- odziedziczyła go Julia Radziwiłłówna (druga córka ks. Dominika Radziwiłła z linii annopolskiej), która wyszła za Hektora Andrzeja Prószyńskiego[1].

Starczyce odziedziczył najstarszy syn Hektora, Stanisław (1825–~1885), który, umierając bezżennym i bezdzietnym, przekazał swój majątek młodszemu bratu, Wacławowi Kazimierzowi, sztabrotmistrzowi wojsk rosyjskich, żonatemu z Marią Szadurską (zm. w 1926 roku). Po śmierci Wacława Starczyce przypadły jego synowi Stanisławowi (zm. w 1914 roku), mężowi Stanisławy Żaboklickiej. Ostatnią właścicielką majątku była ich córka, Elżbieta Prószyńska (ur. w 1902 roku).

### Przynależność administracyjna
Po II rozbiorze Polski w 1793 roku Starczyce, wcześniej należące do Księstwa Kopylsko-Słuckiego i powiatu słuckiego województwa nowogródzkiego Rzeczypospolitej, znalazły się na terenie powiatu słuckiego (ujezdu), wchodzącego w skład guberni mińskiej Imperium Rosyjskiego. Po ustabilizowaniu się granicy polsko-radzieckiej w 1921 roku wieś weszła w skład Białoruskiej Socjalistycznej Republiki Radzieckiej (ZSRR), od 1991 roku – na terenie Republiki Białorusi.
W 1947 roku Akciabr liczył 14 mieszkańców.

## Czasy współczesne
W 2009 roku w agromiasteczku mieszkało 575 osób. W miasteczku istnieje edukacyjno-pedagogiczny zespół przedszkolno-szkolny.